# Чисте Поле (міський округ місто Бор)
Чисте Поле (рос. Чистое Поле) — село в Борському міському окрузі Нижньогородської області Російської Федерації.
Населення становить 852 особи. Входить до складу муніципального утворення Міський округ місто Бор.

## Історія
Від 2010 року входить до складу муніципального утворення Міський округ місто Бор.

## Населення
| 2002 | 2010 |
| ---- | ---- |
| 782  | ↗852 |